# ارمین ولیچ
آرمین ولیچ (انگلیسی: Ermin Velić؛ زادهٔ ۱ آوریل ۱۹۵۹) بازیکن هندبال اهل یوگسلاوی است.